# Galater

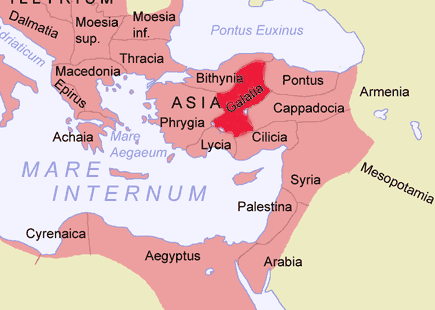
Galatiens läge i Mindre Asien.

Galater (latin: Gallograeci, grekiska: Γαλάται) var en keltisk folkgrupp som under antiken levde i Galatien i Mindre Asien.

## Historia
Galaterna kom ursprungligen till Balkan via Transsylvanien och norra Serbien på 300-talet f.Kr. År 280 f.Kr. anträdde de ett plundringståg genom Makedonien som slutligen nådde norra Grekland där de stoppades i Delfi av Aitoliska förbundet. Samtidigt som plundringståget mot Grekland plundrade en annan grupp galater i Thrakien, dessa kom 278 f.Kr. att städslas som legosoldater i Bithynien för att utkämpa en tronföljdsstrid och genom detta kom galaterna att nå Mindre Asien där de under några års tid fortsatte med olika plundringståg.
Efter att galaterna i Mindre Asien år 275 f.Kr. besegrats av det Seleukidiska riket under ledning av Antiochos I kom de att slå sig ned på höglandet runt floden Halys, ett område som med tiden blev det löst sammansatta keltiska riket Galatien. Galaterna fortsatte plundringar i området kring Galatien i decennier innan kung Attalos I av Pergamon 230-228 f.Kr. besegrade Galatien i ett krig.
Galaterna utgjordes av tre olika folkstammar: trokmer, tolistobogier och tektosager. Dessa tre folk styrde efter förlusten mot Pergamon över sina respektive områden mer eller mindre på egen hand och kom under de kommande seklerna att utvecklas till romerska vasaller. Galatien inlemmades som en provins i det romerska riket år 25 f.Kr.
Galaterna höll länge fast vid sina traditioner och sin kultur, och ännu på 300-talet e.Kr. talade många av dem keltiska språk. Under 400- och 500-talen e.Kr. kom de emellertid att assimileras med omkringliggande folkgrupper.
Folket är kända för eftervärlden genom aposteln Paulus som besökte området flera gånger under sina resor. Han skrev även ett brev, Galaterbrevet, till församlingarna i området. 